# Gelbgrüner Leder-Täubling
Der Gelbgrüne-Täubling (Russula luteoviridans im Sinne von Blum) ist ein Pilz aus der Familie der Täublingsverwandten. Das seltene Taxon ist sehr umstritten, weil es durch Martin nur sehr unzureichend beschrieben wurde. Der sehr seltene, mittelgroße Täubling hat einen dominierend grün gefärbten Hut, die Lamellen sind bei Reife gelborange und das Sporenpulver dottergelb. Das Fleisch schmeckt mild und die Huthaut enthält inkrustierte, mehrfach septierte Primordialhyphen. Die Fruchtkörper erscheinen im September und Oktober im Nadelwald unter Fichten und Tannen.

## Merkmale

### Makroskopische Merkmale
Der unregelmäßig geformte Hut ist 6–9 (–10) cm breit und völlig grün, gelblich grün oder blass olivfarben, zum Rand hin auch mit mehr rötlichen oder braun-schwarzen Tönen. Die Huthaut ist matt und ganz abziehbar. Die lange Zeit gedrängt stehenden Lamellen sind breit (bis 15 mm), anfangs fast weiß und bei Reife gelborange gefärbt. Auch das Sporenpulver ist dottergelb (IVcd nach Romagnesi) Der sehr kräftige, zylindrische  Stiel ist (3) 7,5–9 cm lang und  (1,4) 2,3–3 cm breit. Das weißliche Fleisch ist nahezu unveränderlich und schmeckt mehr oder weniger mild. Nach längerem Kauen soll es mitunter auch schärflich schmecken. Der Geruch ist nur schwach ausgebildet oder fehlt ganz. Mit Eisensulfat verfärbt es sich orangerosa, die Guajakreaktion ist positiv.

### Mikroskopische Merkmale
Die Sporen sind (7,5) 8–10 (–11) µm lang und (7) 7,5–9 9,5) µm, der Q-Wert (Quotient aus Sporenlänge und -breite) beträgt 1,12. Die Huthaut enthält zahlreiche, septierte, höchstens schwach keulige, meist sogar zur Spitze hin etwas verschmälerte, sehr stark inkrustierte Primordialhyphen, die (3,5) 4–6 (–7) µm breit sind. Die Huthauthyphen sind eher schmal und nur 2,5–3 µm dick. Sie enden stumpf oder laufen leicht verschmälert aus.

## Artabgrenzung
Sehr ähnlich kann der Grüne Dotter-Täubling (Russula urens) aussehen, dessen Fleisch aber deutlich scharf schmeckt. Der Braune Leder-Täubling (R. integra) und der  Weißstielige Leder-Täubling (R. romellii) haben ein ähnliches Erscheinungsbild und können bisweilen auch mehr oder weniger grünlich oder olivbräunlich gefärbt sein. Der Braune Leder-Täubling besitzt aber Pileozystiden, die sich mit Sulfovanillin oder -benzaldehyd anfärben. Außerdem wächst der Weißstielige Leder-Täubling im Buchenwald unter Rotbuchen. Ebenfalls sehr ähnlich ist der Weiche Täubling (R. mollis), der von einigen Autoren sogar für synonym gehalten wird. Aber sowohl seine Fruchtkörper als auch seine Sporen sind deutlich kleiner, außerdem findet man ihn im Laubwald.

## Ökologie und Verbreitung
Der Täubling kommt in Nadelwäldern vor, Mykorrhizapartner sollen laut Blum Tannen und Fichten sein. Einhellinger fand den Täubling in einem sauren, etwas anmoorigen Nadelwald in der Oberpfalz auf lehmig-sandigem Boden über Kreide. Die Fruchtkörper erschienen zwischen September und Oktober. Die Art ist in Deutschland und wohl auch sonst in Europa sehr selten. Blum fand seine beschriebenen Exemplare in den Pyrenäen. In Deutschland wurde der Täubling bisher nur in Bayern mit Sicherheit nachgewiesen.

## Systematik
Die seltene Art wurde erstmals durch C. Martin 1894 beschrieben, allerdings so unzureichend, dass spätere Autoren die Art nicht richtig zuordnen konnten. J. Schäffer hielt das Taxon für synonym zu Russula urens, den Grünen Dotter-Täubling. Da Martins Beschreibung von R. luteoviridans älter ist, als die Beschreibung von R. urens durch Romell, übernahm er diesen Namen für den Grünen Dottertäubling. Schäffer stellte aber schon damals fest, dass es möglicherweise mehr als ein Taxon unter diesem Namen beschrieben wurde. Neben einer scharf schmeckenden Varietät, nennt er auch fast milde Formen. Das Epitheton "luteoviridans" leitet sich ab von "luteus" (gelb) und "viridans" (grün) und ist ein Hinweis auf die mehr oder weniger gelbgrüne Farbe des Hutes.

### Infragenetische Systematik
Romagnesi stellt den Täubling in seine Sektion Polychromae und dort in die Untersektion Integroidinae. Auch bei Bon steht der Täubling in der Untersektion Integroidinae, die bei ihm aber in der Sektion Lilaceae steht.

## Bedeutung
Als mild schmeckender Täubling dürfte der Gelbgrüne Leder-Täubling zwar essbar sein, der Täubling ist aber so selten, dass er als Speisepilz keine Rolle spielt.